# Chéniers
Ne doit pas être confondu avec Cheniers.
Chéniers est une commune française située dans le département de la Creuse en région Nouvelle-Aquitaine.

## Géographie

### Situation
Située en Creuse entre 230 et 384 m d'altitude, la commune de Chéniers, traversée par la Petite Creuse, s'étend sur 34,9 km². Elle se situe à 19 km au nord de Guéret, à l'intersection entre les routes D46 et D48. Chéniers fait partie de la Communauté de Communes du Pays Dunois depuis le 1er janvier 2014 et appartient au canton de Bonnat.

### Hydrographie
Le village est traversé par la rivière la Petite Creuse, affluent de la Creuse et quelques ruisseaux comme l'Aiguille. La commune est également parsemée de nombreux étangs. 

### Hameaux de la commune
La Roche - Sardeix - la Villate - le Fournioux - les Sagnes - le Peux - les Carlières - la Rochetaillade - le Moulin de Piot - chez Rateau - le Naud - l'État - la Sagne - Sciaux - le Charrioux - la Pimparlière - Héret - Héredet - Chaumont - Beaumont - Reconsat - le Monteix - le Montinaseau - les Châtres - les Bordes - les Fougères - Champeau bas - Champeau haut - l'Âge.

### Communes limitrophes
| Lourdoueix-Saint-Pierre |                | Linard-Malval |
| Chambon-Sainte-Croix    | Chéniers       |               |
| La Celle-Dunoise        | Le Bourg-d'Hem | Bonnat        |

### Transports et voies de communications

#### Toponymie
Le nom de la localité est attesté sous les formes Chamniaco en 1163, Champnier vers 1315.
Chamniers en occitan.
Le toponyme Chéniers est issu du gaulois cassanos, signifiant chêne.

### Climat
Pour des articles plus généraux, voir Climat de la Nouvelle-Aquitaine et Climat de la Creuse.
Historiquement, la commune est dans une zone de transition entre le climat océanique limousin et le climat montagnard.  
En 2020, Météo-France publie une typologie des climats de la France métropolitaine dans laquelle la commune est dans une zone de transition entre le climat océanique altéré et le climat de montagne et est dans la région climatique  Ouest et nord-ouest du Massif Central, caractérisée par une pluviométrie annuelle de 900 à 1 500 mm, maximale en automne et en hiver.
Pour la période 1971-2000, la température annuelle moyenne est de 11,1 °C, avec  une amplitude thermique annuelle de 15,2 °C. Le cumul annuel moyen de précipitations est de 868 mm, avec 12,2 jours de précipitations en janvier et 7,6 jours en juillet. Pour la période 1991-2020, la température moyenne annuelle observée sur la station météorologique la plus proche, située sur la commune de Bonnat à 6,45 km à vol d'oiseau, est de 11,5 °C et le cumul annuel moyen de précipitations est de 887,3 mm,. Pour l'avenir, les paramètres climatiques de la commune estimés pour 2050 selon différents scénarios d’émission de gaz à effet de serre sont consultables sur un site dédié publié par Météo-France en novembre 2022.

## Urbanisme

### Typologie
Au 1er janvier 2024, Chéniers est catégorisée commune rurale à habitat très dispersé, selon la nouvelle grille communale de densité à 7 niveaux définie par l'Insee en 2022.
Elle est située hors unité urbaine et hors attraction des villes,.

### Occupation des sols
L'occupation des sols de la commune, telle qu'elle ressort de la base de données européenne d’occupation biophysique des sols Corine Land Cover (CLC), est marquée par l'importance des territoires agricoles (80,1 % en 2018), une proportion identique à celle de 1990 (80,1 %). La répartition détaillée en 2018 est la suivante : 
prairies (46,2 %), zones agricoles hétérogènes (26,9 %), forêts (19 %), terres arables (7 %), zones urbanisées (0,9 %). L'évolution de l’occupation des sols de la commune et de ses infrastructures peut être observée sur les différentes représentations cartographiques du territoire : la carte de Cassini (XVIIIe siècle), la carte d'état-major (1820-1866) et les cartes ou photos aériennes de l'IGN pour la période actuelle (1950 à aujourd'hui).

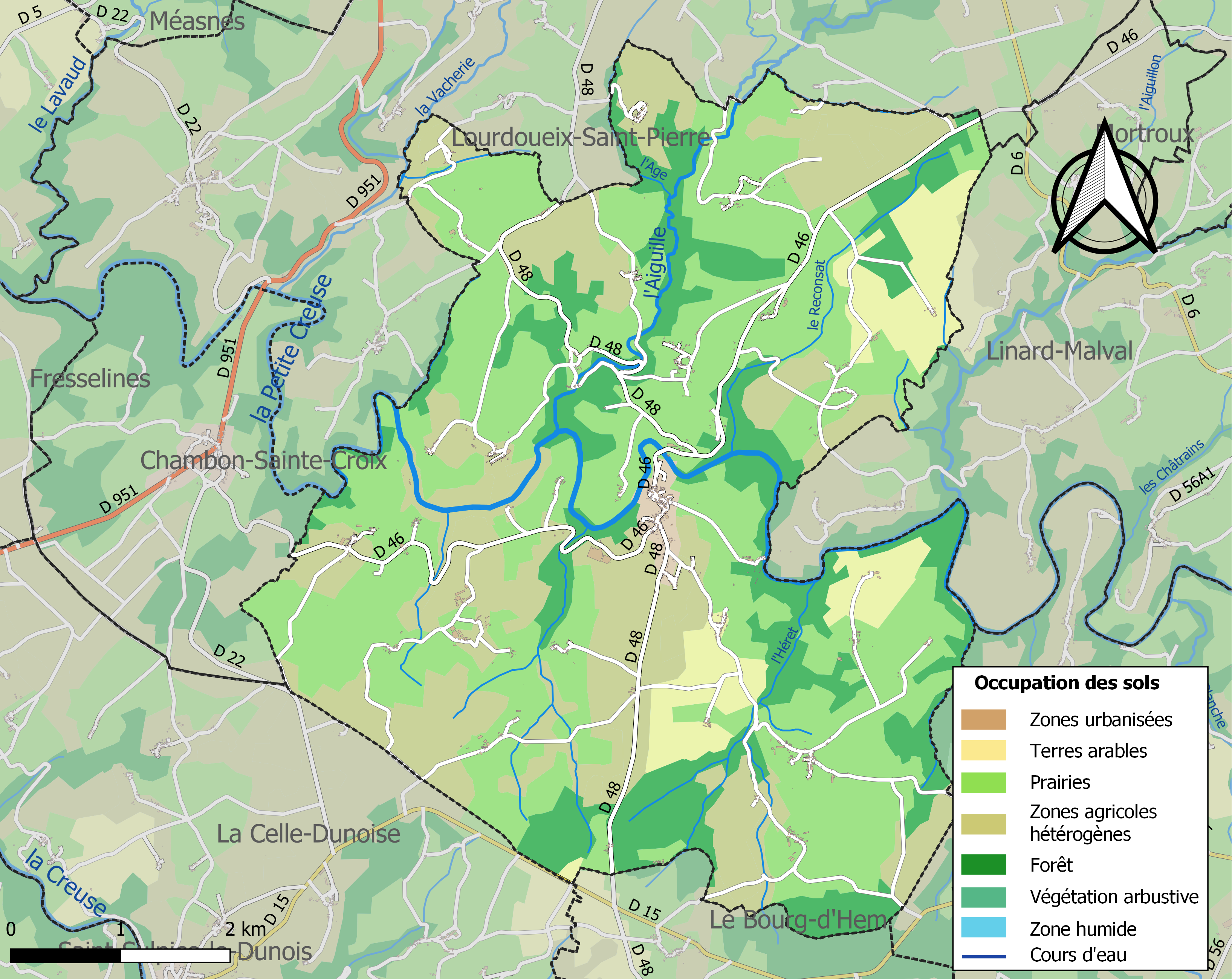
Carte des infrastructures et de l'occupation des sols de la commune en 2018 (CLC).

### Risques majeurs
Le territoire de la commune de Chéniers est vulnérable à différents aléas naturels : météorologiques (tempête, orage, neige, grand froid, canicule ou sécheresse), inondations et séisme (sismicité faible). Il est également exposé à un risque particulier : le risque de radon. Un site publié par le BRGM permet d'évaluer simplement et rapidement les risques d'un bien localisé soit par son adresse soit par le numéro de sa parcelle.

#### Risques naturels
Certaines parties du territoire communal sont susceptibles d’être affectées par le risque d’inondation par débordement de cours d'eau, notamment la Petite Creuse et l'Aiguille. La commune a été reconnue en état de catastrophe naturelle au titre des dommages causés par les inondations et coulées de boue survenues en 1982, 1999 et 2018,.

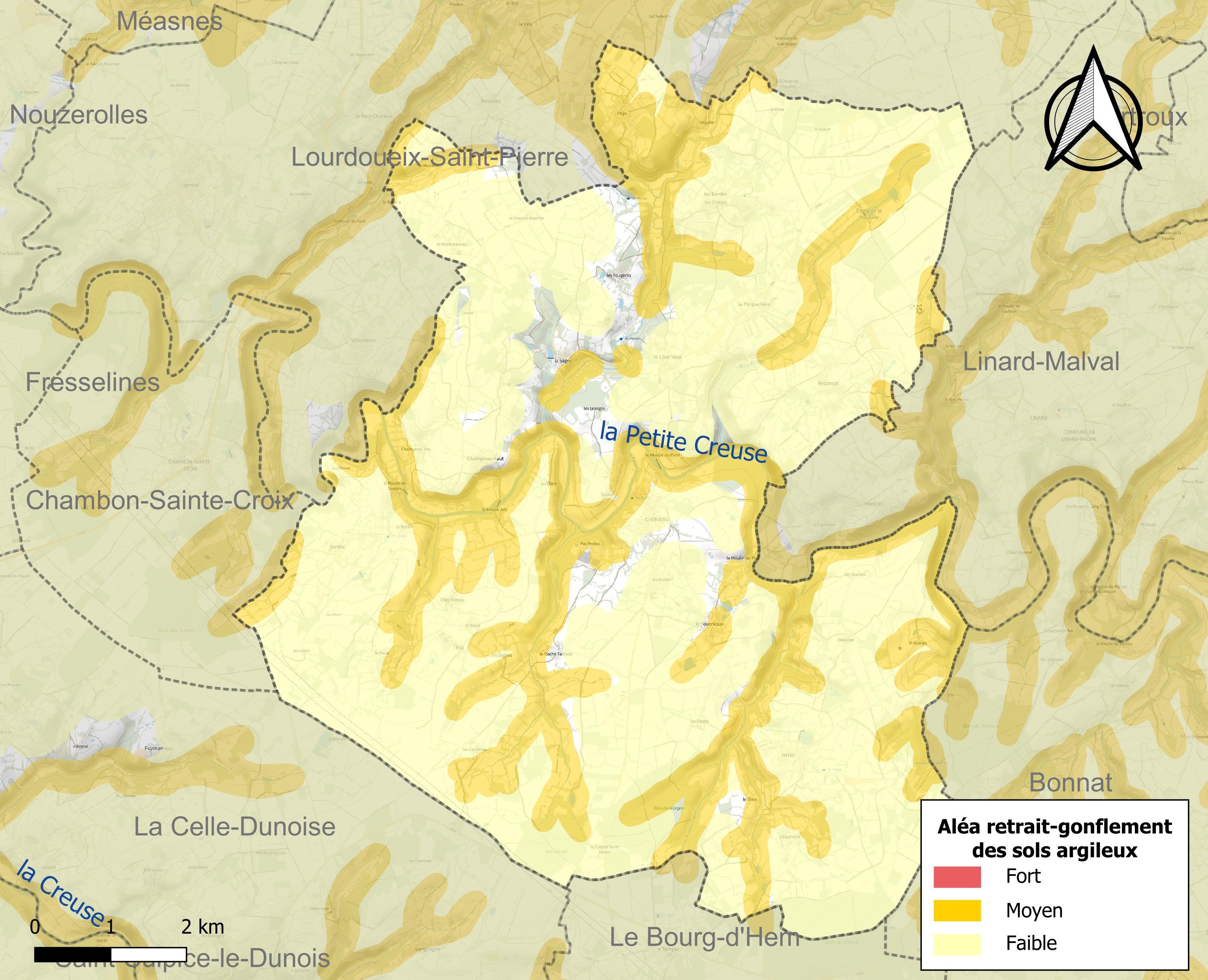
Carte des zones d'aléa retrait-gonflement des sols argileux de Chéniers.

Le retrait-gonflement des sols argileux est susceptible d'engendrer des dommages importants aux bâtiments en cas d’alternance de périodes de sécheresse et de pluie. 31,4 % de la superficie communale est en aléa moyen ou fort (33,6 % au niveau départemental et 48,5 % au niveau national). Sur les 512 bâtiments dénombrés sur la commune en 2019, 117 sont en aléa moyen ou fort, soit 23 %, à comparer aux 25 % au niveau départemental et 54 % au niveau national. Une cartographie de l'exposition du territoire national au retrait gonflement des sols argileux est disponible sur le site du BRGM,.
Par ailleurs, afin de mieux appréhender le risque d’affaissement de terrain, l'inventaire national des cavités souterraines permet de localiser celles situées sur la commune.
Concernant les mouvements de terrains, la commune a été reconnue en état de catastrophe naturelle au titre des dommages causés par la sécheresse en 2020 et par des mouvements de terrain en 1999.

#### Risque particulier
Dans plusieurs parties du territoire national, le radon, accumulé dans certains logements ou autres locaux, peut constituer une source significative d’exposition de la population aux rayonnements ionisants. Certaines communes du département sont concernées par le risque radon à un niveau plus ou moins élevé. Selon la classification de 2018, la commune de Chéniers est classée en zone 3, à savoir zone à potentiel radon significatif.

#### Transports en commun
- Réseau TransCreuse

## Héraldique
|  | Les armoiries de Chéniers se blasonnent ainsi : Tiercé en fasce : au premier parti au premier d'or à deux lions léopardés de gueules l'un au-dessus de l'autre, au deuxième de gueules au lion d'hermine armé, lampassé et couronné d'or, à la lettre C d'argent brochant sur les deux quartiers; au deuxième parti au premier de gueules à la gerbe de blé d'or liée d'azur, au deuxième d'or à la vache de gueules, accolée et clarinée d'azur; au troisième d'or au soleil du même au moulin d'or essoré d'azur, ouvert et maçonné de sable brochant, à la roue d'azur sur une rivière du même; en abîme, d'argent aux lettres C et B entrelacées d'or. |

## Politique et administration

### Liste des maires
| Période                                  | Période  | Identité      | Étiquette | Qualité  |
| ---------------------------------------- | -------- | ------------- | --------- | -------- |
| 1983                                     | En cours | Gilles Gaudon | DVG       | Retraité |
| Les données manquantes sont à compléter. |          |               |           |          |

## Démographie
L'évolution du nombre d'habitants est connue à travers les recensements de la population effectués dans la commune depuis 1793. Pour les communes de moins de 10 000 habitants, une enquête de recensement portant sur toute la population est réalisée tous les cinq ans, les populations de référence des années intermédiaires étant quant à elles estimées par interpolation ou extrapolation. Pour la commune, le premier recensement exhaustif entrant dans le cadre du nouveau dispositif a été réalisé en 2004.

En 2022, la commune comptait 560 habitants, en évolution de −3,11 % par rapport à 2016 (Creuse : −3,32 %, France hors Mayotte : +2,11 %).
| 1793  | 1800  | 1806  | 1821  | 1831  | 1836  | 1841  | 1846  | 1851  |
| ----- | ----- | ----- | ----- | ----- | ----- | ----- | ----- | ----- |
| 1 630 | 1 479 | 1 415 | 1 503 | 1 717 | 1 845 | 1 932 | 2 010 | 1 952 |

| 1856  | 1861  | 1866  | 1872  | 1876  | 1881  | 1886  | 1891  | 1896  |
| ----- | ----- | ----- | ----- | ----- | ----- | ----- | ----- | ----- |
| 1 868 | 1 822 | 1 808 | 1 743 | 1 790 | 1 816 | 1 835 | 1 760 | 1 714 |

| 1901  | 1906  | 1911  | 1921  | 1926  | 1931  | 1936  | 1946  | 1954  |
| ----- | ----- | ----- | ----- | ----- | ----- | ----- | ----- | ----- |
| 1 620 | 1 624 | 1 620 | 1 413 | 1 385 | 1 285 | 1 255 | 1 166 | 1 068 |

| 1962 | 1968 | 1975 | 1982 | 1990 | 1999 | 2004 | 2006 | 2009 |
| ---- | ---- | ---- | ---- | ---- | ---- | ---- | ---- | ---- |
| 948  | 837  | 706  | 684  | 631  | 583  | 595  | 578  | 561  |

| 2014 | 2019 | 2022 | - | - | - | - | - | - |
| ---- | ---- | ---- | - | - | - | - | - | - |
| 577  | 559  | 560  | - | - | - | - | - | - |

## Vie locale

### Activités festives
La "Mad Jacques", une des plus grandes courses en auto-stop du monde, arrive à Chéniers. En 2021, elle rassemblait 2500 participants, sextuplant la population du village le temps d'un weekend.

## Lieux et monuments
- L'église Notre Dame de l'Assomption, datant du XIIe siècle, classée monument historique par arrêté du 23 mai 1930[25].
- Le Moulin de Piot, moulin à eau situé sur la Petite Creuse
- Écomusée de la Tuilerie de Pouligny (route de Bonnat)
- Un lavoir ancien

## Personnalités liées à la commune
- Gabrielle Bonaventure (1890-1964) : peintre, belle-fille de Claude Monet.